# 阿廖欣环形山
阿廖欣环形山（Alekhin）是位于月球背面南极附近的一座古撞击坑，约形成于45.5-39.2亿年前的前酒海纪，其名称取自前苏联导弹设计师尼古拉·阿廖欣（Nikolai Alekhin，1913年-1964年），1970年被国际天文学联合会批准接受。

## 描述

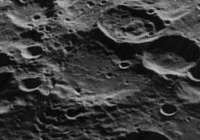
月球轨道器5号拍摄的西向斜视图

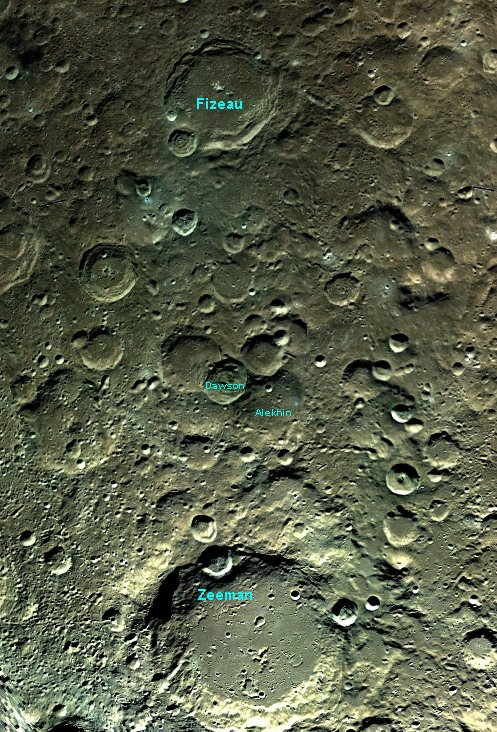
阿廖欣环形的周边

该陨坑位于巨大的环壁平原-塞曼环形山以北及较大的斐索环形山东南偏南，西北侧重叠着道森陨石坑，它的西侧和西南分别则坐落了已严重磨损的克罗姆林环形山和更小的张钰哲陨石坑。
该陨坑中心月面坐标为67°56′S 131°51′W / 67.94°S 131.85°W，直径74.82公里，深度约2.76公里。
阿廖欣环形山外观轮廓呈不规则圆状，但西北及北侧边缘分别被道森陨石坑及卫星坑道森 D所覆盖，其它部分坑壁也已被后续的撞击严重侵蚀，其中南侧段部分较东北侧更为参差、崎岖。阿廖欣环形山坑壁最大高出周边地形1320米，内部容积约5076立方千米。坑底表面相对平坦，分布有许多细小的撞击坑，但缺乏中央峰。

## 卫星陨石坑
按惯例，最靠近阿廖欣环形山的卫星坑将在月图上以字母标注在它的中心点旁边。

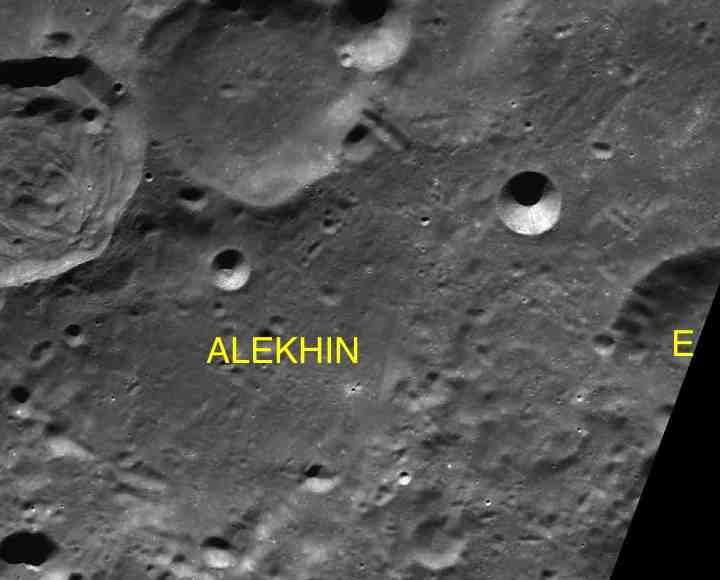
LAC-142 区域图

| 阿廖欣 | 纬度    | 经度     | 直径    |
| ------ | ------- | -------- | ------- |
| E      | 67.2° S | 124.1° W | 38 公里 |

## 参引资料
1. 1 2 3 4  Lunar Impact Crater Database
2. ↑   (PDF).   [2017-04-22]. （原始内容存档 (PDF)于2020-11-27）.
3. ↑  .   [2017-04-22]. （原始内容存档于2019-07-27）.

## 另请参阅
- Andersson, L. E.; Whitaker, E. A. . NASA RP-1097. 1982.
- Blue, Jennifer. . USGS. July 25, 2007  [2007-08-05]. （原始内容存档于2019-12-05）.
- Bussey, B.; Spudis, P. . New York: Cambridge University Press. 2004. ISBN 978-0-521-81528-4.
- Cocks, Elijah E.; Cocks, Josiah C. . Tudor Publishers. 1995. ISBN 978-0-936389-27-1.
- McDowell, Jonathan. . Jonathan's Space Report. July 15, 2007  [2007-10-24]. （原始内容存档于2019-06-21）.
- Menzel, D. H.; Minnaert, M.; Levin, B.; Dollfus, A.; Bell, B. . Space Science Reviews. 1971, 12 (2): 136–186. Bibcode:1971SSRv...12..136M. doi:10.1007/BF00171763.
- Moore, Patrick. . Sterling Publishing Co. 2001. ISBN 978-0-304-35469-6.
- Price, Fred W. . Cambridge University Press. 1988. ISBN 978-0-521-33500-3.
- Rükl, Antonín. . Kalmbach Books. 1990. ISBN 978-0-913135-17-4.
- Webb, Rev. T. W.  6th revised. Dover. 1962. ISBN 978-0-486-20917-3.
- Whitaker, Ewen A. . Cambridge University Press. 1999. ISBN 978-0-521-62248-6.
- Wlasuk, Peter T. . Springer. 2000. ISBN 978-1-85233-193-1.